# Morti nel 70
| Questa pagina contiene informazioni ricavate automaticamente dalle voci biografiche con l'ausilio del template Bio e di un bot. L'aggiornamento è periodico e automatico e ricostruisce completamente la pagina. Se manca una persona in questa lista, sei pregato di non aggiungerla, ma accertati piuttosto che la sua voce biografica contenga il template Bio e che i dati anagrafici siano correttamente compilati. Se il template Bio manca, inseriscilo tu stesso o, in alternativa, metti l'avviso {{tmp\|Bio}} che ne segnala la mancanza. Se i dati riportati sono sbagliati, correggi direttamente la voce biografica; le modifiche saranno visibili in questa lista entro pochi giorni. Per chiarimenti vedi il progetto biografie. La lista contiene solo le 13 persone che sono citate nell'enciclopedia e per le quali è stato implementato correttamente il template Bio. Pagina aggiornata al 2 mag 2025. |

- 28 ottobre - Giuda Taddeo (n. 10)
- Lucio Giunio Moderato Columella, scrittore romano (n. 4)
- Eleazaro di Simone, condottiero ebreo antico
- Gaio Fonteio Agrippa, politico romano
- Erennio Gallo, generale romano
- Giuliano, militare romano
- Lucio Calpurnio Pisone, magistrato e senatore romano
- Melancoma, pugile greco antico
- Ordeonio Flacco, generale romano
- Suinin, imperatore giapponese (n. 69 a.C.)
- Tullio Valentino, condottiero gallo
- Gaio Dillio Vocula, militare romano
- Shimon ben Gamliel, rabbino ebreo antico (n. 10 a.C.)